# 瘂弦
瘂弦（1932年8月29日—2024年10月11日），本名王慶麟，男，河南南陽人，臺灣現代詩人。活躍於1950年代至1960年代。

## 生平
瘂弦於1949年在湖南加入中華民國國軍，並隨之抵達台灣；1953年進入政工幹部學校影劇科後獲分配到左營軍中廣播電台工作。同年與張默和洛夫創立創世紀詩社，發行《創世紀》詩刊，人稱詩壇「鐵三角」。
筆名「瘂弦」來自二胡聲。
1962年瘂弦回到政工幹部學校任教，講授「中國舞蹈史」及「藝術概論」。1966年以少校軍銜退伍，並應美國國務院之邀參加國際寫作計畫訪問兩年；回國後任中國青年寫作協會《幼獅文藝》主編，帶動文藝風氣。《幼獅文藝》主編任內，《中華日報》社長楚崧秋邀瘂弦去副刊接林適存的棒子，中國電視公司總經理董彭年邀瘂弦擔任節目部副理兼企畫組組長，但瘂弦都以同樣的理由拒絕：「在《幼獅》有太多想做的事，不想中斷這些計畫。」
1964年，完成代表作〈如歌的行板〉。 1965年，出版詩集。
1976年，再度赴美進修，獲威斯康辛大學東亞研究碩士。次年起擔任《聯合報》副刊主編達二十一年之久。1984年，聯合文學創刊，出任社長與總編。
退休前職位為幼獅文化期刊部總編輯、《聯合報》副總編輯兼副刊主任；1998年，移居加拿大。
1999年，應國立東華大學人文社會科學學院創院院長楊牧之邀，擔任國立東華大學駐校作家一年。瘂弦於2007年應香港浸會大學之邀，參與「國際作家工作坊」（International Writers' Workshop），並擔任駐校作家三個月。2012年瘂弦榮獲第二屆全球華文文學星雲獎貢獻獎。
創作紀錄片由目宿媒體公司所出品「他們在島嶼寫作 II」 文學家系列《如歌的行版》，由知名音樂製作人梁啟慧操刀聽覺設計，並於2015年台北電影節拿下三項技術大獎。
2024年10月，瘂弦於溫哥華時間11日逝世，享耆壽92歲。同年12月，文化部部長李遠出席「溫柔之必要．肯定之必要－瘂弦追思紀念會暨文學展」，表達對瘂弦先生的深切懷念，並代表頒贈總統褒揚令，由其女王景苹（作家鹿苹）、王景縈代表受贈。褒揚令全文為：

文壇耆宿瘂弦，本名王慶麟，儒厚澹泊，明慧釀采。早歲連遭離亂，參隨國軍來臺，卒業復興崗學院戲劇系，嗣獲美國威斯康辛大學東亞研究所碩士學位，兢兢翼翼，濬瀹中西。年少寄情於詩，描摹懷鄉憶往長思，透現動盪時代感悟；獨創語言編排韻律，綻放超現實戲劇張力，悲喜交織，清暢有致。繼兼賦評論，掇拾新詩史料結集，勾勒宏觀賞析視野，爬梳剔抉，遠覽考尋。迺以《瘂弦詩集》、《中國新詩研究》、《記哈客詩想》等雋品稱頌，蔚開臺灣現代詩篇新頁。尤長期浸淫報刊編輯逾三十餘載，先後籌組創世紀詩社、綜理幼獅刊物群、主編《聯合報》副刊等，探求生命詩意真理，提昇專欄學術深度；潛心俊才傑秀拔擢，悉力藝文教育承傳，秉智宣勤，誘掖不倦。曾獲頒金鼎獎新聞類副刊編輯獎、全球華文文學星雲獎貢獻獎暨臺北文化獎殊榮。綜其生平，肇啟新詩藝術美學發展，盡瘁臺灣文化沃土澆灌，藻思芳風，累世興詠。遽聞遐齡捐館，悼惜殊殷，應予明令褒揚，用示政府篤念魁彥之至意。
總　　　統　賴清德　　　　

行政院院長　卓榮泰　　　　

## 作品列表
主要著作篇目查詢系統--「台灣作家作品資料庫」
- 1959年　詩集　《苦苓林的一夜》　香港國際圖書
- 1960年　詩集　《瘂弦詩抄》　創世紀詩社
- 1968年　詩集　《鹽》（Salt）　美國愛荷華大學
- 1968年　詩集　《深淵》　眾人出版社
- 1971年　詩集　《深淵》（增訂本）　晨鐘出版社
- 1977年　詩集　《瘂弦自選集》　黎明文化事業公司
- 1981年　詩集　《瘂弦詩集》　洪範書店
- 1981年　論述　《中國新詩研究》　洪範書店
- 1983年　論述　《青年筆陣──台灣青年文藝運動小史》　幼獅文化事業公司
- 2004年　論述　《聚繖花序 Ⅰ》　洪範書店
- 2004年　論述　《聚繖花序 II》　洪範書店
- 2006年　詩集　《弦外之音》（附詩人朗誦與詩論美學的CD）　聯經出版事業公司
- 2010年　論述　《記哈客詩想》　洪範書店
- 2016年　诗集　《痖弦诗集》　广西师范大学出版社
- 2018年　論述　《聚繖花序 III》　洪範書店
- 2022年　回憶錄　瘂弦回憶錄
- 2023年　書簡　《瘂弦書簡Ⅰ：致楊牧》　洪範書店

## 得獎紀錄
- 藍星詩獎
- 青年文藝獎
- 香港好望角詩獎
- 全國十大傑出青年金手獎（文學類）
- 全國話劇最佳男演員（1965年度）
- 金鐘獎
- 五四文學獎
- 東元獎（文學類）
- 長詩〈冬天的憤怒〉獲得1956年中華文藝獎金委員會頒發的五四獎金。

## 外部連結
- 瘂弦的Facebook專頁
- 瘂弦小傳|瘂弦 - 東華大學
- 瘂弦-台灣文學作家系列
- 瘂弦-九歌文學網 （页面存档备份，存于）
- 台灣新文學史-陳芳明教授主講-【瘂弦】